# Missirikoro
Missirikoro is een gemeente (commune) in de regio Sikasso in Mali. De gemeente telt 4400 inwoners (2009).
De gemeente bestaat uit de volgende plaatsen:
- Darsalam
- Fabolasso
- Fountéridiassa
- Missirikoro
- Missirikorodiassa
- Pangafolasso
- Sayaga
- Sidaridiassa